# 赫尼洛普亚季河

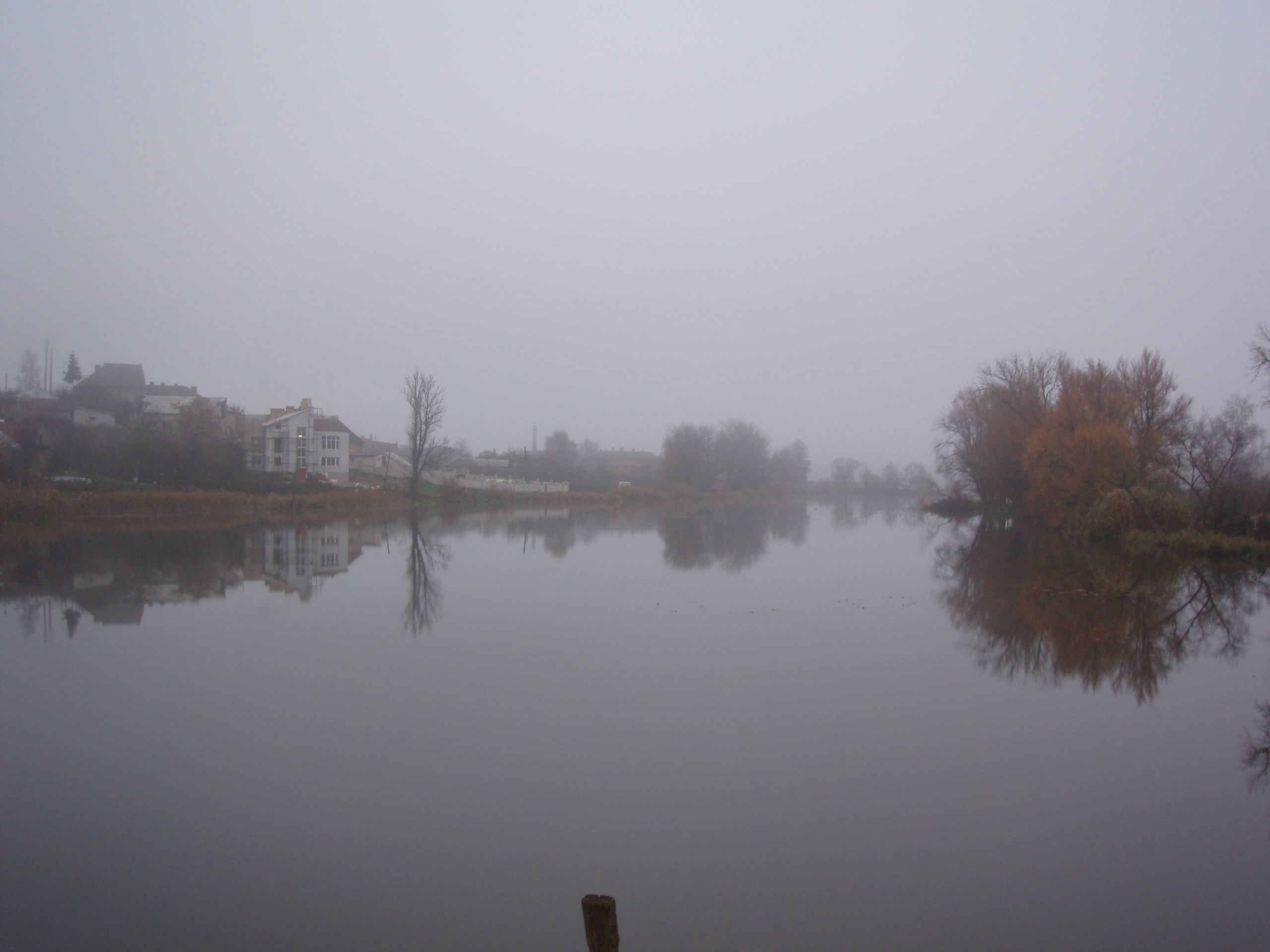

赫尼洛普亞季河（烏克蘭語：Гнилоп'ять），是烏克蘭的河流，位於該國西部，屬於捷捷列夫河的支流，發源自庫馬尼夫卡和大斯捷普之間，流經文尼察州和日托米爾州，河道全長99公里，流域面積1,312平方公里。